# Albert Allen Bartlett
Albert Allen Bartlett (21 maart 1923 - 7 september 2013) was emeritus hoogleraar natuurkunde aan de Amerikaanse Universiteit van Colorado in Boulder. Tussen september 1969 en juli 2001 gaf hij meer dan 1742 keer lezingen over Arithmetic, Population, and Energy (rekenen, bevolking en energie). Bartlett beschouwde de woordcombinatie "duurzame groei" als een oxymoron, aangezien zelfs een bescheiden jaarlijkse procentuele bevolkingsgroei voor een exponentiële groei kan zorgen. Na verloop van tijd zullen er dan enorme veranderingen plaatsvinden. Hij beschouwde overbevolking daarom als de grootste uitdaging waarmee de mensheid wordt geconfronteerd.

## Loopbaan
Bartlett behaalde een bachelor in natuurkunde aan Colgate University (1944), en een master (1948) en doctoraat (1951) in natuurkunde aan de Harvard University. Bartlett trad in september 1950 toe tot de faculteit van de Universiteit van Colorado in Boulder. In 1978 was hij nationaal voorzitter van de American Association of Physics Teachers. Hij was wetenschappelijk medewerker van de American Physical Society en van de American Association for the Advancement of Science. In 1969 en 1970 was hij gedurende twee termijnen voorzitter van de faculteitsraad aan de universiteit. Hij won de Robert A. Millikanprijs.

## Exponentiële groei

Menselijke populatiecurve die de kracht van exponentiële groei laat zien

Wereldbevolking van 1800 tot 2100, gebaseerd op VN-projecties van 2004 (rood, oranje, groen) en historische schattingen van het US Census Bureau (zwart).

Bartlett legde vaak uit dat duurzame groei een tegenstrijdigheid is. Zijn mening was gebaseerd op het feit dat een bescheiden groeipercentage gelijk staat aan enorme escalaties in relatief korte tijdspannes. Een constante procentuele groei leidt immers per definitie tot een exponentiële groei.
Bartlett maakte aan de hand van eenvoudige voorbeelden en eenvoudige rekenoefeningen duidelijk dat een constante groei na verloop van tijd enorme stijgingen opleveren. Een belegger die bijvoorbeeld een constant jaarlijks rendement van 7% op zijn investering verdient, ziet zijn of haar kapitaal binnen 10 jaar verdubbelen. Maar dezelfde exponentiële macht, die voordelig is voor geduldige investeerders, kan potentieel rampzalig zijn wanneer deze wordt toegepast op de menselijke bevolking. Als een populatie van 10.000 individuen zou groeien met een constant tempo van 7% per jaar, dan verdubbelt de populatie iedere 10 jaar en zal je na 102 jaar een populatieomvang van 10 miljoen bereiken.
De eenvoudige rekensom laat toe om aan de hand van het stijgingspercentage de verdubbelingstijd te berekenen. Zo zal iets dat met 1% per tijdseenheid toeneemt op 70 tijdseenheden verdubbeld zijn. Wanneer dat 2% is, halveert de verdubbelingstijd tot 35 tijdseensheden, wanneer het 7% is zijn er nog maar 10 tijdseenheden nodig, enzovoort. Deze eenvoudige vuistregel kan worden toegepast in alle contexten waarbij er een constante procentuele groei over een bepaalde periode plaatsvindt.
Bartlett beschouwde het niet begrijpen van exponentiële groei als de grootste uitdaging waarmee de mensheid wordt geconfronteerd. Hij promootte duurzaam leven en was een vroege voorvechter van het onderwerp overbevolking.

## Boeken
- The Essential Exponential For the Future of Our Planet (2004). Center for Science, Mathematics and Computer Education, University of Nebraska-Lincoln. ISBN 0-9758973-0-6[9]

## Invloed en nalatenschap
In augustus 2013, een maand voor Bartletts dood, bood het Environmental Center van de Universiteit van Colorado in Boulder training aan over het geven van zijn presentatie Arithmetic, Population, and Energy. Het team "kwam samen omdat ze zo sterk in de boodschap van Dr. Bartlett geloven en ervoor willen zorgen dat deze tot ver in de toekomst wordt uitgedragen".